# Anson Chan
Anson Maria Elizabeth Chan Fang On-sang, född den 17 januari 1940 i Shanghai, är en före detta politiker och medlem av Hongkongs lagstiftande råd. 

## Utmärkelse
Som en utmärkelse och belöning för hennes 34 år i offentlig tjänst för den brittiska kronan fick hon Grand Bauhinia Medal 1999. 

## Aktivism
I december 2005 deltog Chan i en protestmarch i Hongkong för demokrati och mot Donald Tsangs konstitutionella reformpaket. Hon har därefter också deltagit i fler protestmarcher för demokrati och allmän rösträtt.

## Familj
Ansor Shan var gift med Archibald ("Archie") Chan Tai-wing från 1963 till dennes bortgång 2010. Paret har två barn. Sonen Andrew Chan Hung-wai och dottern daughter Michelle Chan Wai-ling, samt fyra barnbarn.